# Provenchères-sur-Fave
Provenchères-sur-Fave és un municipi francès, situat al departament dels Vosges i a la regió del Gran Est.